# عبد القادر بابا لادا
عبد القادر بابا لادا (21 يوليو 1970 - ) هو قائد متمردي الجبهة الشعبية للإصلاح  المناهضة لنظام الرئيس التشادي إدريس ديبي. اسمه الحقيقي محمد عبد القادر.

## سيرته
كان شرطيًا، أسس الجبهة الشعبية للإصلاح في 15 أكتوبر 1998، سُجن للمرة الأولى من نوفمبر 1998 إلى سبتمبر 1999. لجأ لعدة سنوات إلى نيجيريا، وانضم مع مقاتلي الجبهة الوطنية في دارفور من عام 2006 إلى عام 2008 جنبًا إلى جنب مع جماعات متمردة أخرى، وفي عام 2008 شارك في الحرب الأهلية في جمهورية أفريقيا الوسطى مع رجاله.
اعتُقل من قبل القوات التشادية في بانغي في عام 2009، وسُجن في سجن أنجمينا، وتمكن من الفرار في عام 2010. في 23 ديسمبر, 2011 أجرى حوارًا مع مجلة جون أفريك. وفي 23 يناير 2012، شنت القوات المسلحة التشادية والأفريقية الأوسطى ة هجومًا مشتركًا ضد قواعده في كاغا باندورو، وكابو، وعدة مناطق أخرى في شمال وسط جمهورية أفريقيا الوسطى، قالت الجارديان في 7 مارس 2012 أن 16 ألف مواطن نزح بسبب القتال، وفي مايو قالت الأمم المتحدة أن أعداد النازحين 22 ألف. أجرى مقابلة مع راديو فرنسا الدولي في 28 فبراير 2012، وقال أن هدفه هو إسقاط الأنظمة في تشاد وجمهورية أفريقيا الوسطى. في 23 يوليو 2012، قال عنه الرئيس التشادي إدريس ديبي في تصريح لجون أفريك أن بابا لادا مجرد «قاطع طريق، ولا يشكل تهديدًا على البلاد».
في حرب جمهورية أفريقيا الوسطى الأهلية التي بدأت في 2012، شارك بجبهته مع حركة سيليكا.
في 2 سبتمبر 2012، استسلم لحكومة جمهورية أفريقيا الوسطى، وأعلن عن رغبته في التفاوض مع حكومات تشاد وجمهورية أفريقيا الوسطى. ونقل إلى أنجمينا في 5 سبتمبر، وفي 8 سبتمبر أعلن عن الاتفاق على استسلام بابا لادا، ووقّع على الاتفاق وزراء الداخلية والدفاع من كلا تشاد وأفريقيا الوسطى. وفي 15 يناير 2013, عين مستشارًا في مكتب رئيس حكومة تشاد. وفي 19 يوليو 2014 عُين محافظًا لغراندي سيدو.
صدر مرسومًا بإعفائه من منصبه في 24 نوفمبر 2014، وصدر أمر باعتقاله مجددًا، وألقت بعثة الأمم المتحدة القبض عليه في 8 ديسمبر،. وتم تسليمه إلى تشاد في 2 يناير 2015، وهو محبوس الآن في سجن كورو تورو.

## وصلات خارجية
- Article sur RFI